# Мілан-Центральний
45°29′08″ пн. ш. 9°12′14″ сх. д. / 45.485658° пн. ш. 9.203988° сх. д.
Мілан-Центральний (італ. Stazione Milano Centrale) — головна залізнична станція міста Мілан, Італія, одна з найбільших залізничних станцій Європи. 
Станція є кінцевою і розташована на півночі центрального Мілана.
Була офіційно відкрита в 1931 році та замінила стару центральну станцію (побудовану в 1864 році),
яка була транзитною, але з обмеженою кількістю колій та простору, тому не могла впоратися зі збільшенням трафіку,
спричиненим відкриттям тунелю Симплон в 1906 році.
Мілан-Центральний має швидкісне сполучення з Туріном на заході, та на сход Венецією через Верону, з Болонью, Римом, Неаполем та Салерно. Залізниці Сімплон та Готтард сполучають Мілан-Центральний з Берном та Женевою через Домодоссолу та Цюрих через К'яссо у Швейцарії.
Міжміські та регіональні потяги курсують від Мілан-Центральний до Вентімільї (кордон Франції), Генуї, Туріна, Домодоссоли (кордон швейцарського кантону Вале/Валліс), Тірано (кордон швейцарського кантону Граубюнден/Грізонс), Бергамо, Верона, Мантова, Болонья та Ла-Спеція.
Міланська приміська залізниця, не використовує Мілан-Центральний, а інші станції залізниці: 
Порта-Гарібальді (північний захід), 
Кадорна (захід) та 
Рогоредо (схід).

## Історія
Станцію було урочисто відкрито в 1931 році та замінила стару станцію (1864 року побудови),
що вже не справлялася із збільшеним пасажиропотоком через відкриття тунелю Симплон в 1906.
Будівництво вокзалу розпочав архітектор Уліссе Стаккіні,
що взяв за зразок «Union Station» у Вашингтоні.
Будівництво відбувалося досить повільно через економічну кризу що вибухнула в Італії після Першої світової війни.
Так прихід до влади Беніто Муссоліні кардинально змінив вигляд вокзалу.
За задумкою нового прем'єр-міністра входило зробити вокзал таким чином, щоб він представляв міць і силу фашистського режиму.
Основною зміною стало будівництво сталевого купола за проекту Альберта Фава.
Купол має 341 м завдовжки, а його площа дорівнює 66.500 м².
Фасад вокзалу має довжину 200 м і висоту 72 м.
Станція має 24 платформи.
Приблизний пасажиропотік складає близько 400.000 осіб/день.